# Uvo Hölscher
Uvo Hölscher fou un egiptòleg i arquitecte alemany, nascut el 30 d'octubre del 1878 a Norden (Baixa Saxònia) i mort el 21 de febrer del 1963 a Hannover.

## Biografia
Diplomat per la Universitat Rècnica de Hannover en 1902, Hölscher va esdevenir arquitecte del govern el 1906, i treballà com a arquitecte al costat de Ludwig Borchardt a Abusir al-Melek, i després al conjunt funerari de Khefren, així com a Tell el-Amarna, en 1910. Es va convertir en professor ajudant d'art i arquitectura a la Universitat Gottfried-Wilhelm-Leibniz de Hannover el 1911. Va prendre part, de 1914 a 1916, en les excavacions del Palau Imperial de Goslar, i després fou nomenat professor en 1918, i ensenyà igualment el disseny en perspectiva i l'arquitectura de l'Antiguitat.
De 1924 a 1929, Hölscher pren el relleu de Karl Mohrmann com a arquitecte consistorial de l'Església evangèlica luterana de Hannover. Entre 1926 i 1937, passa els semestres d'hivern dirigint les excavacions del temple mortuori de Ramsès III à Medinet Habu per compte de l'Oriental Institute de Chicago. A partir de 1929, es converteix en membre de l'Institut arqueològic de Berlín.

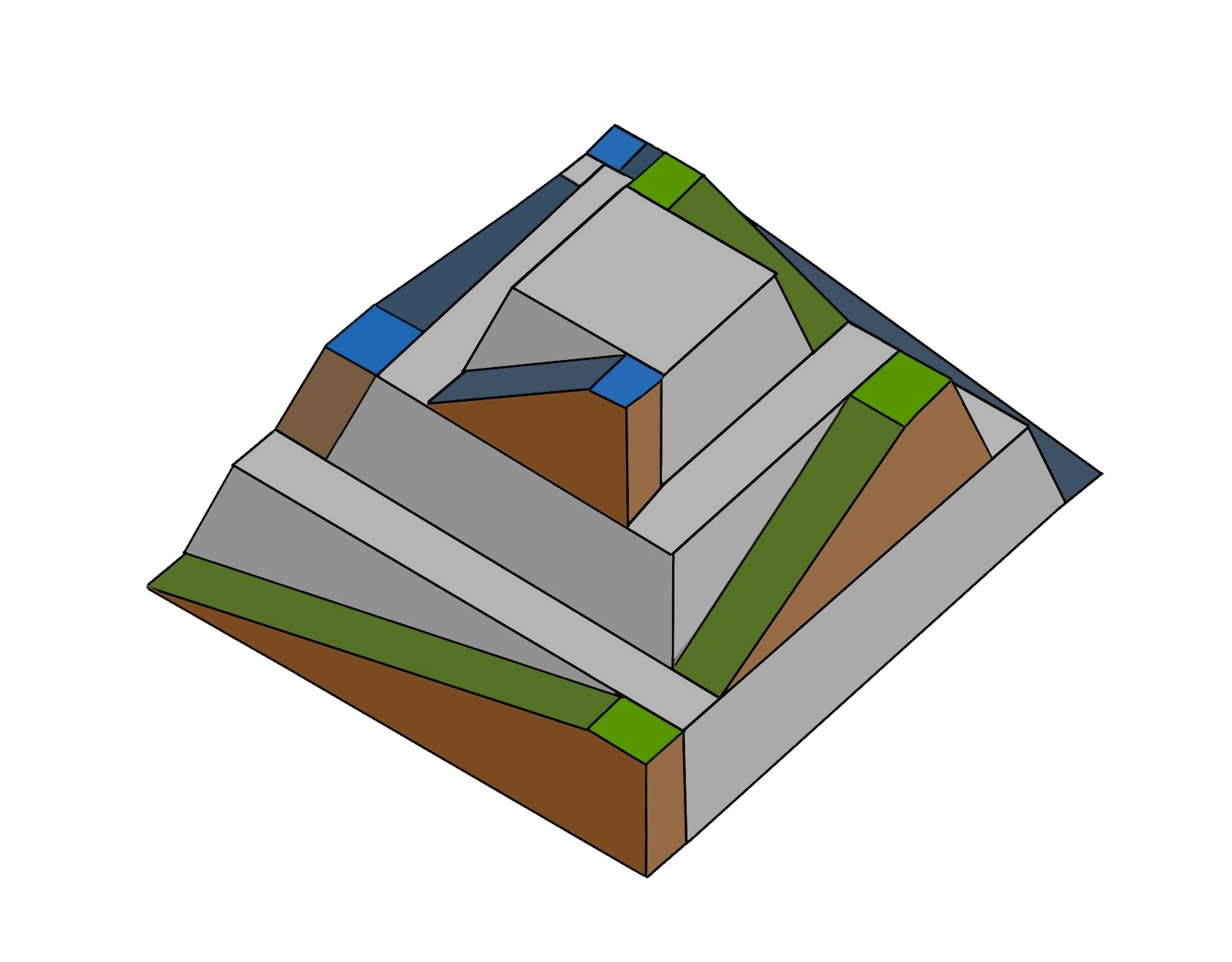
Model de rampa d'Uvo Hölscher

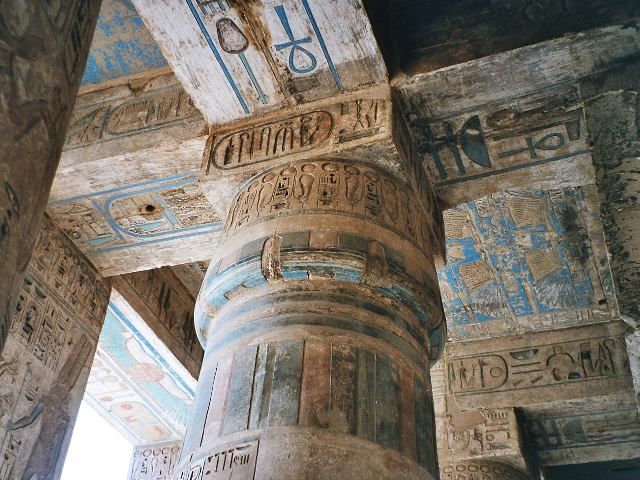
Plafó i columnes decorades en el Temple de Medinet Habu.

En 1937, Hölscher és nomenat professor d'història i arquitectura de la Universitat de Hannover, càrrec que ocuparà fins a la seva jubilació el 1947.
El 1912 va publicar una proposta per construir la piràmide de Quèops. Les rampes laterals es col·loquen a la piràmide esglaonada interior, que s'espira cap amunt.

## Publicacions
- Das Grabdenkmal des Königs Chephren. Veröffentlichungen der Ernst von Sieglin Expedition in Ägypten I, 1912.
- The Temples of the Eighteenth Dynasty. Excavations of Medinet Habu 2, OIP 41. Chicago, 1939.
- The Mortuary Temple of Ramses III. Excavations of Medinet Habu 3, OIP 54. Chicago, 1941.
- The Mortuary Temple of Ramses III. Excavations of Medinet Habu 4, OIP 55. Chicago, 1951.